# Panama (Nova York)
Panama és una població dels Estats Units a l'estat de Nova York. Segons el cens del 2000 tenia 491 habitants.

## Demografia
Segons el cens del 2000, Panama tenia 491 habitants, 191 habitatges, i 135 famílies. La densitat de població era de 87,4 habitants per km².
Dels 191 habitatges en un 31,9% hi vivien nens de menys de 18 anys, en un 61,3% hi vivien parelles casades, en un 7,9% dones solteres, i en un 29,3% no eren unitats familiars. En el 22,5% dels habitatges hi vivien persones soles el 14,7% de les quals corresponia a persones de 65 anys o més que vivien soles. El nombre mitjà de persones vivint en cada habitatge era de 2,57 i el nombre mitjà de persones que vivien en cada família era de 3,07.
Per edats la població es repartia de la següent manera: un 26,7% tenia menys de 18 anys, un 5,9% entre 18 i 24, un 25,7% entre 25 i 44, un 25,5% de 45 a 60 i un 16,3% 65 anys o més.
L'edat mediana era de 40 anys. Per cada 100 dones de 18 o més anys hi havia 88,5 homes.
La renda mediana per habitatge era de 31.250 $ i la renda mediana per família de 38.125 $. Els homes tenien una renda mediana de 31.944 $ mentre que les dones 20.833 $. La renda per capita de la població era de 16.410 $. Entorn del 9,6% de les famílies i l'11,7% de la població estaven per davall del llindar de pobresa.